# Il Messaggero
Il Messaggero (с итал. — «Вестник») — итальянская ежедневная газета. Основана в 1878 году, главный офис издания находится в Риме. Является одной из главных национальных газет Италии. Газета выходит в широкоформатной печати. Помимо национального издания, газета имеет 12 местных изданий, включая издания для регионов Лацио, Умбрия, Марке, Абруццо и Тоскана.

## История

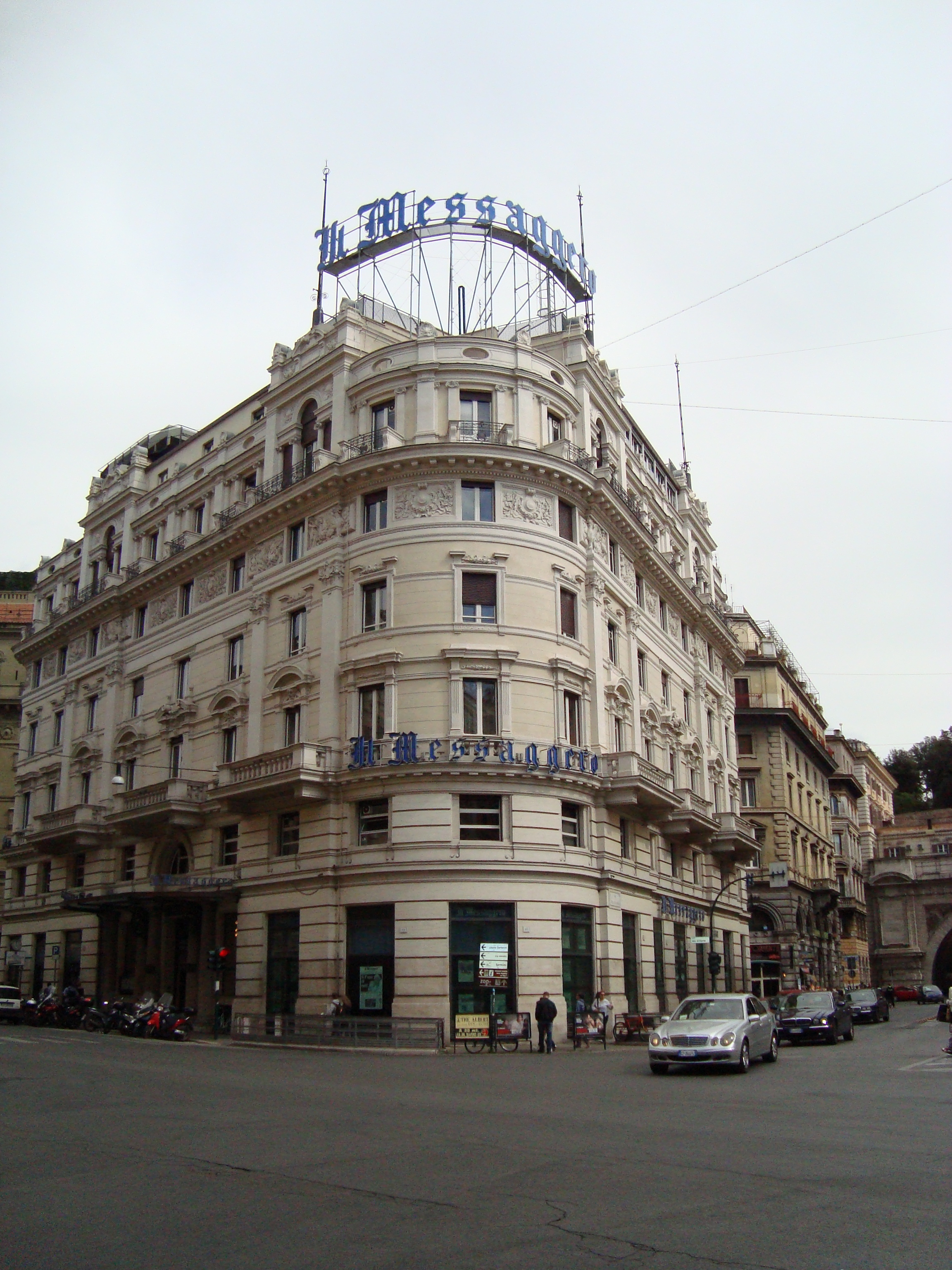
Palazzo del Messaggero, Рим

Газета была основана в декабре 1878 года. Первый номер газеты вышел 1 января 1879 года, под руководством Луиджи Чезана. Il Messaggero стремилась быть «газетой газет» и предоставлять своим читателям все мнения и все события. Первые четыре экземпляра газеты были доставлены в качестве бесплатных образцов подписчикам газеты Il Fanfulla. Одним из первых главных редакторов Il Messaggero был Альберто Чианка, который покинул этот пост по политическим причинам.

### Владельцы
С момента основания Il Messaggero принадлежала различным компаниям. Один из бывших владельцев — Montedison (через Ferruzzi Group). В 1996 году газету приобрел Франческо Гаэтано Кальтаджироне. В 1999 году он основал компанию Caltagirone Editore — издательство, которое сейчас является основным владельцем газеты, ему принадлежит 90 % издания. Компании также принадлежат газеты Corriere Adriatico и Il Mattino.
Компанией-издателем газеты является Il Messaggero S.p.A.

## Тираж
В 1988 году тираж Il Messaggero составлял 370 000 экземпляров. В 1997 году газета стала шестой самой продаваемой итальянской газетой с тиражом 256 400 экземпляров. В 1999 году тираж газеты составил 288 000 экземпляров. В 2000 году тираж газеты составил 292 000 экземпляров. В 2001 году тираж газеты составил 293 000 экземпляров, в 2002 году — 258 538 экземпляров.